# الخيف
الخيف هي قرية تابعة لمحافظة بدر وتبعد 120 كيلو مترا عن المدينة المنورة السعودية.

## التاريخ
موقع الخيف بالقرب من المدينة المنورة وميناء ينبع، كان بالخَيْفُ عين جارية يقوم عليها الخيف، وكان يدير هذه العين أبناء قبيلة المغامسي، وما زالت بعض مزارعهم فيها، إلى أن توقفت هذه العين بمشيئة الله في أواخر القرن الهجري الماضي.

## السطح
أرض خصبة يوجد بها جبال وبعض الأشجار.

## المناخ
حار صيفا وبارد شتاء. 

## الآثار
توجد بالخيف حلة تعرف باسم حلة بني عمرو. القرية القديمة هذه شاهد للتاريخ السابق ويظهر من خلال الأبنية المشيدة وإن لم يتبق إلا أطلالها، وكانت في ممر القوافل المتجهة إلى مكة المكرمة حاملة معها حجاج بيت الله، وكان يندر وجود أبنية قديمة في القرى تتكون من طابقين، لكنها وجدت بها ووجدت أيضا بعض الأبنية الكبيرة وهي تعود لأعيان القرية في ذاك الزمان.

## الطرق والمواصلات
يمكن الوصول للخيف:
- طريق رئيسي وهو طريق (المدينة المنورة - الفريش - الخيف) ومسافته قرابة 120 كيلومترا، وهو طريق مزدوج نفذته وزارة المواصلات.